# Zaplethocornia kasparyani
Zaplethocornia kasparyani là một loài tò vò trong họ Ichneumonidae.